# Batthyány Lajos Szakkollégium

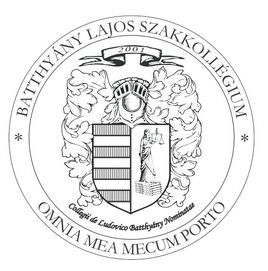
A szakkollégium címere

A Batthyány Lajos Szakkollégium a Széchenyi István Egyetem Deák Ferenc Állam- és Jogtudományi Karán működő jogi és igazgatási képzésekhez kötődő tehetséggondozó intézmény, melynek célja, hogy egy helyre, egy intézménybe, egy közösségbe tömörítse a szóban forgó képzések (nevezetesen a jogász, a nemzetközi igazgatási alap- és az európai nemzetközi igazgatási mesterszak) hallgatóit, hogy aztán elősegítse azok szakmai, tudományos fejlődését, tehetségük kibontakozását és lehetőségek szerint emberi fejlődését és társadalmi intelligenciájának és érzékenységének fejlődése.
Alapfilozófiánk, célmeghatározásunk a kezdetektől fogva a klasszikus értelmiségi elitképzés tételmondataként is elfogadható lenne: Omnia mea mecum porto - Mindenemet magammal hordom. A legenda szerint a hét görög bölcs egyike mondta ezt, mikor városának ostromakor valaki csodálkozva kérdezte tőle, gazdag létére miért nem menekíti vagyonát. Ez a mondat példázata egy olyan hozzáállásnak, mely megalapozza a legmagasabb emberi értékeket, s egyúttal a hivatástudatot, a haza és nemzet iránti szeretet és elkötelezettséget, s melynek meggyőződésünk szerint minden olyan ember credójának kellene lennie, aki magát a haza, vagy általában az emberek szolgálatára rendeli, vagyis a mi esetünkben minden jogi és igazgatási képzésen hallgatónak. Az a művelt ember ugyanis, aki minden pillanatban tudja, hogy legfőbb kincseit - tudását, erkölcsi értékeit, becsületét - mindig magánál hordozza, az sokkal kitartóbb, megfontoltabb, bölcsebb és nem utolsósorban sokkal egyenesebb lehet azoknál, akiknek minden csak pénzben mérhető, s akiknek nem a tényleges tudás, tapasztalat és értelem számít, hanem címek, rangok, s mögöttes tartalom nélküli, álságos okmányok, amikkel azonban nem tudnak mást elérni, mint legfeljebb vagyont, s rossz emlékezetet.
A tehetséggondozás ezért, úgy valljuk, nem csupán a tanulmányi eredmények növelése és a szakmai lehetőségek biztosítása, hanem egy valóban értékes intellektuel kialakítása, valódi, művelt, szakértő és társadalmilag is érzékeny értelmiségiek kisarjadásának segítése, végső soron tehát a haza szolgálata, melyhez megfelelő anyagi és emberi feltételeknek együttesen kell érvényesülnie.

## A Batthyány Lajos Szakkollégiumról
A szakkollégium Győrött az 1998-tól hallgatói kezdeményezésként működő Bibó István Egyetemi Klub alapjain jött létre, az ELTE jogi kara kihelyezett tagozatának hallgatóiból. A Batthyány Lajos Szakkollégium hivatalosan 2001-ben alapult meg, amely évben egyrészt az infrastruktúrát biztosító főiskola egyetemi rangot kapott, másrészt az Oktatási Minisztérium támogatásából külön épületet tudott biztosítani (a jogász és a közgazdász) szakkollégiumai számára. A szakkollégium sokáig egy joghallgatók által, és joghallgatók számára szervezett közösség volt, azonban 2009-től a nemzetközi igazgatás BA és az európai és nemzetközi igazgatás MA szakos hallgatók előtt is nyitva állnak kapui.

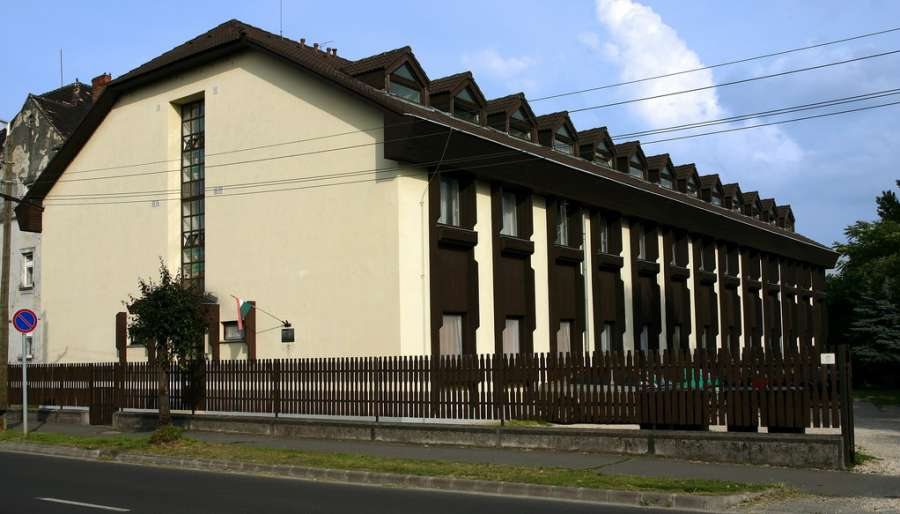
A szakkollégium épülete

A szakkollégium a névadó, Gróf Batthyány Lajos örökségét szem előtt tartva elsődleges feladatául a tudás és a műveltség gyarapítását, valamint a minél magasabb színvonalú, értelmiségi tehetséggondozást tűzte ki maga elé. A szakkollégium tanulmányi programja értelmében a szakkollégistáknak részt kell venniük félévente egy szabadon választott kurzuson. Összességében elmondható, hogy a kurzuskínálat összeállítását a gyakorlati illetve az elméleti-interdiszciplináris irányvonal egyaránt meghatározta. A kurzusok körében lehet kiscsoportos és egyéni kurzusok között is választani. Előbbieket rendszerint a Szakkollégiumban, illetve a Kar épületében valamely felkért szakember, vagy oktató határozza meg, míg utóbbiakat az egyes jogalkalmazó szervekkel való megegyezés alapján, magánál a jogalkalmazó szervnél az ott kijelölt tisztségviselő és szakkollégistánk megegyezése. Ez utóbbi keretei között szakkollégistáink egyéni kurzusokon vettek részt például a Győri Katonai Ügyészségen, a Nyomozó Ügyészségen, a Győr-Moson-Sopron Megyei Rendőr-főkapitányságon, illetve különböző ügyvédi irodáknál. előtt tartva, kettős célt tűzött ki maga elé. Egyrészt aktív közösségi polgárrá, értelmiségivé kívánja nevelni tagjait a sokszínű programok szervezésével, a szakkollégiumi közélet fórumainak működtetésével. Másrészt szakkollégistáitól magas szintű szakmai teljesítményt vár el. Szervezetünk részese a győri jogászképzésnek, az egyetemi tanrendet kiegészítő szakmai munkájával, valamint közösségi-nevelési tevékenységével a hallgatók tanulmányi előmenetelét és karrierépítését egyaránt elősegíti. Tapasztalataink szerint szakkollégista hallgatóink tudományos versenyeken, pályázatokon sikerrel szerepelnek, valamint szakmai-tudományos ön- és csoportos tevékenységek terén is komoly eredményeket tudhatnak magukénak, nem csupán a csoportos kutatás céljával létrehozott Asztaltársaságokban végzett munkájuk, hanem például a Szakkollégium által kiadott évkönyvekben, tanulmánykötetekben történő publikálással, illetve az egyéni vállalásokkal, egyéniesített kurzusokkal és kutatásokkal is. Tapasztalataink szerint a végzettek elhelyezkedési gondokkal érdemben nem küzdenek.
A Szakkollégium tudományos életben betöltött helyét reprezentálja az általa létrehozott kiadványok széles köre. A szakkollégistákról illetve a Szakkollégium tevékenységéről a kétévente megjelenő évkönyveinkben olvashatnak az érdeklődők. Emellett a hallgatók csoportos kutatásainak eredményeként kétévente megjelenik a Szakkollégium Tanulmánykötete, amely a Quot Capita, Tot Sententiae címet viseli. Hallgatói kezdeményezésből született meg a Szakkollégium tudományos folyóirata, a Diskurzus, melyben jelenlegi és egykori szakkollégisták tudományos cikkeit tesszük közzé. A szakkollégisták hosszabb lélegzetvételű műveit pedig a Batthyány E-könyvtárban elektronikus publikációként adjuk ki, amelyek a Kiadványok/Batthyány E-könyvtár menüpontban elérhetőek.

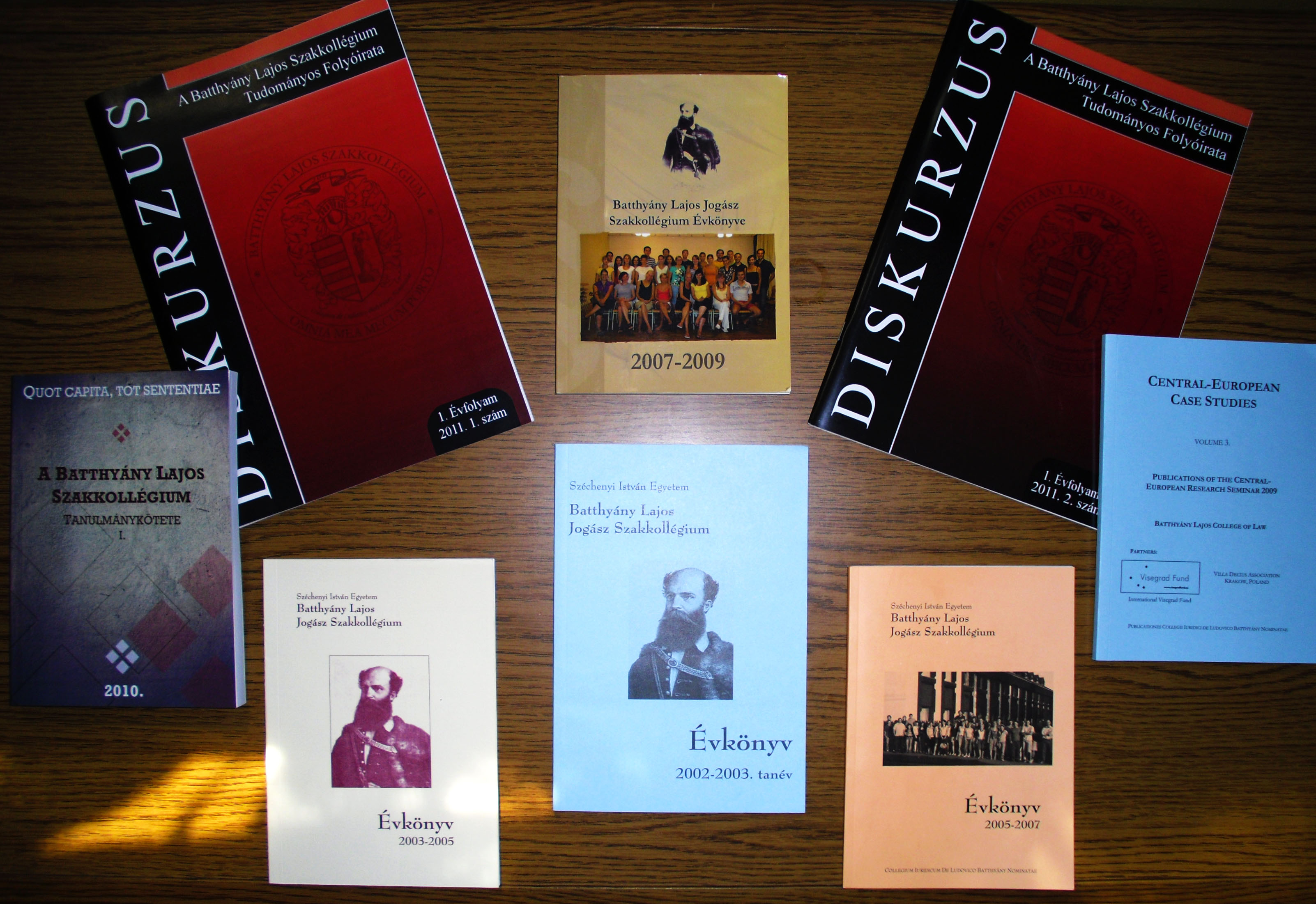
Kollégisták által készített kiadványok

A szakkollégisták egyéni szakmai-tudományos tevékenységük mellett a csoportos kutatás fórumaiként évente felállított Asztaltársaságok keretei között végzik tudományos munkájukat, melynek eredményeként az egy éven át végzett kutatás eredményeit publikálásra alkalmas dolgozatokba foglalják. E tevékenységükben a Kar oktatói és a megkeresett szakemberek egyaránt jelentős segítséget szoktak nyújtani szakkollégistáinknak.
Szakkollégistáinkról általánosságban elmondható, hogy az egyetemi köz- illetve tudományos életben is aktívan részt vesznek. Karunk tanszéki demonstrátorainak jelentős hányada szakkollégista, emellett a Tudományos Diákköri Konferenciákon is rendre meghatározó számban vesznek részt szakkollégistáink, s mindezeken felül elmondhatjuk, hogy a Kar Köztársasági ösztöndíjasainak zöme is a szakkollégisták köréből kerül ki, akik emellett számos egyéb (egyéni) elismerésről, többlettevékenységről és eredményről számolhatnak be. Szakkollégistáink kiemelt sikereket értek el többek között a Kozma Sándor Pályázaton, a Magyarország az Európai Unióban, az Európai Unió a világban pályázaton, a Szellemi Tulajdon Nemzeti Hivatala diplomamunka pályázatán, különféle perbeszéd- és jogesetmegoldó versenyeken. Ezekről bővebb információkat itt olvashat.
A szakkollégiumi tudományos élet emellett egyéb, kulcsfontosságú eseményekkel is tarkított. Hosszú éveken át rendezett Szakkollégiumunk Szimpóziumokat, melyek keretei között egy-egy téma vonatkozásában felkért szakértők tartottak előadásokat és tették lehetővé a szakmai vitát a kérdések kimerítése érdekében. Ezt követően Szakkollégiumunk 2010-ben, hallgatói kezdeményezésre, a rendszerváltást követő húsz esztendő elemzésére és értékelésére konferenciát szervezett, melyen számos országosan ismert és elismert szakember, közjogi méltóság és vezető beosztású jogalkalmazó vett részt.
A fenti eseményeken felül az egyetem életében is kiemelkedő szerepet játszik a szakkollégium által szervezett nyári egyetem, amelyre évente több tucat közép-európai egyetemista érkezik. A Batthyány Summer School előadói neves hazai és külföldi professzorok. Szakkollégiumunk fontos külföldi kapcsolatokat is kiépített, elsősorban a nyári egyetem szervezésében (a krakkói Villa Decius Association), valamint a www.visegrad.info projektben (a prágai Association for International Affairs).
A felsoroltak túl külön említést érdemel Mentor programunk, mely a tehetséggondozás olyan módjaként jelenik meg elképzeléseinkben, mely már az újdonsült hallgatók első egyetemi napjától képes segítséget nyújtani és a különleges tehetségeket, vállalkozó szellemű hallgatókat felkarolni. A programról itt többet is megtudhat.
Mindezek alapján úgy véljük joggal mondhatjuk, Szakkollégiumunk elsődleges célja a tehetséggondozás, melynek a lehető legteljesebb mértékben igyekszik megfelelni, de ezen felül, a szakkollégisták kvalitásai, elhivatottsága, illetve a Kar és a Jogász társadalom támogatása révén Szakkollégiumunk a szakmai-tudományos élet egyik fontos és igen csak eredményes egyetemi és térségi színfoltja is.

## A szakkollégium szervezetéről
Igazgató
A Szakkollégium igazgatója a Szakkollégium irányításáért, képviseletéért, valamint a nevelőtanári feladatok ellátásáért felelős. E minőségében irányítja a Szakkollégium szerveit és tisztségviselőig, ellenőrzi azok feladatellátását és biztosítja a szakkollégisták tevékenységének zavartalanságát.
Az Igazgatót a Kar Dékánja nevezi ki a Közgyűlés véleményének kikérése mellett, valamint a Deák Ferenc Állam- és Jogtudományi Kar Kari Tanácsának jóváhagyásával.
Igazgató olyan szakkollégiumi múlttal rendelkező, a Karon oktatási tevékenységet végző személy lehet, aki rendelkezik munkatervvel igazgatói tevékenységének ellátására.
Igazgató-helyettes
Az Igazgató meghatározott feladatok, feladatcsoportok hatékony ellátása érdekében Igazgató-helyettest nevez ki, akinek tevékenységét irányítja. Az Igazgató-helyettes az Igazgató által a Kar Tudományos Dékán-helyettesének jóváhagyásával kinevezett olyan személy, aki szakkollégiumi múlttal rendelkezik. Az Igazgató tartós, vagy előre pontosan meghatározott tartamú távolléte, illetve akadályoztatása esetére általános helyettesítésére hívja fel az Igazgató-helyettest, aki ez idő alatt az Igazgató jogköreit gyakorolja. Az Igazgató-helyettes megbízatása az Igazgató megbízatásáig tart, kinevezését azonban az Igazgató jogosult visszavonni.
Közgyűlés
A Közgyűlés a külső és belső státuszú szakkollégisták gyűlése, a Szakkollégium önkormányzati döntéshozó szerve, a szakkollégiumi autonómia és a hallgatói önkormányzás letéteményese.
Választmány
A Választmány a szakkollégiumi szakmai-tudományos, kulturális, valamint közösségi öntevékenység letéteményese, a szakkollégisták képviseleti szerve és a Közgyűlés által választott végrehajtó szerv.
Választmányi elnök
A Választmány elnöke a Szakkollégiumot hallgatóként, mint a hallgatói önkormányzás személyi letéteményese képviseli, valamint vezeti a Választmány munkáját és gondoskodik a szakkollégisták intézményi keretek közötti tevékenységek koordinálásáról.
Szakkollégiumi referensek
Az igazgató a választmányi elnök véleményének kikérésével jogosult egyes speciális és részleteiben meghatározott feladatkörök ellátására referenseket kinevezni.

## A szakkollégium tisztségviselői
Igazgatók
| Dr. Smuk Péter        | - | 2002-2008         |
| Dr. Borsa Dominika    | - | Tanulmányi vezető |
| Dr. Karácsony Gergely | - | 2008-2012         |
| Dr. Farkas Ádám       | - | 2012-2013         |
| Dr. Kálmán János      | - | 2013-             |

Választmányi elnökök
| Hajas András   | - | 2007/2008 I. félév                        |
| Bartal Anita   | - | 2007/2008 II. félév                       |
| Nagy Rita      | - | 2008/2009                                 |
| Farkas Ádám    | - | 2009/2010 II. félév - 2010/2011 II. félév |
| Szili-Kis Ádám | - | 2011/2012                                 |
| Trenyisán Máté | - | 2012/2013                                 |